# A Wilhelm Scream
A Wilhelm Scream is een Amerikaanse punkband afkomstig uit New Bedford in Massachusetts. De band werd in 1992 opgericht onder de naam "Adam's Crack", en sinds die tijd zijn de naam en bezetting meerdere keren veranderd. De huidige naam, die de band sinds december 2002 draagt, is afgeleid van de wilhelmschreeuw, een bekend geluidseffect dat in veel films gebruikt is. De groep toerde onder meer met Rise Against, Pennywise en Less Than Jake.

## Bezetting
- Nuno Pereira - zang
- Trevor Reilly - gitaar, zang
- Mike Supina - gitaar
- Brian J. Robinson - basgitaar, zang
- Nicholas Pasquale Angelini - drums

## Albums
- The Way to a Girl's Heart Is Through Her Boyfriend's Stomach (2000) (onder de naam Smackin' Isaiah)
- Benefits Of Thinking Out Loud (2001)
- Mute Print (2004)
- Ruiner (2005)
- Career Suicide (2007)
- Self Titled E.P. (2010)
- Partycrasher (2013)
- Lose Your Delusion (2022)